# Hobart International 2017
42°52′24″ пд. ш. 147°19′47″ сх. д. / 42.87333° пд. ш. 147.32972° сх. д.
Hobart International 2017 - жіночий тенісний турнір, який проходить на хардових кортах Міжнародного тенісного центру в місті Гобарті (Австралія) з 9 по 15 січня 2017 року, в рамках туру WTA 2017. Це 24-те за ліком подібне змагання.

## Очки і призові

### Нарахування очок
| Дисципліна1      | П   | Ф   | ПФ  | ЧФ | 1/8 | 1/16 | Q   | Q3  | Q2  | Q1  |
| Одиночний розряд | 280 | 180 | 110 | 60 | 30  | 1    | 18  | 14  | 10  | 1   |
| Парний розряд    | 280 | 180 | 110 | 60 | 1   | Н/Д  | Н/Д | Н/Д | Н/Д | Н/Д |

### Призові гроші
| Дисципліна       | П       | Ф       | ПФ      | ЧФ     | 1/8    | 1/162  | Q3     | Q2   | Q1   |
| Одиночний розряд | $43,000 | $21,400 | $11,300 | $5,900 | $3,310 | $1,925 | $1,005 | $730 | $530 |
| Парний розряд *  | $12,300 | $6,400  | $3,435  | $1,820 | $960   | Н/Д    | Н/Д    | Н/Д  | Н/Д  |

1 Очки йдуть в рейтинг WTA.

2 Кваліфаєри отримують і призові гроші 1/16 фіналу

* на пару

## Учасниці основної сітки в одиночному розряді

### Сіяні гравчині
| Країна     | Гравчиня            | Рейтинг1 | посіяний |
| ---------- | ------------------- | -------- | -------- |
| Нідерланди | Кікі Бертенс        | 22       | 1        |
| Латвія     | Анастасія Севастова | 34       | 2        |
| Румунія    | Моніка Нікулеску    | 38       | 3        |
| США        | Алісон Ріск         | 39       | 4        |
| Японія     | Місакі Дой          | 40       | 5        |
| Франція    | Алізе Корне         | 41       | 6        |
| Франція    | Крістіна Младенович | 42       | 7        |
| Хорватія   | Ана Конюх           | 47       | 8        |
| Японія     | Наомі Осака         | 48       | 9        |
| Італія     | Сара Еррані         | 49       | 10       |
| Швеція     | Юганна Ларссон      | 50       | 11       |

- 1 Рейтинг станом на 2 січня 2017 року.

### Інші учасниці
Нижче наведено учасниць, які отримали вайлдкард на участь в основній сітці:
- Лізетт Кабрера
- Джеймі Форліс
- Франческа Ск'явоне

Такі учасниці отримали право на участь завдяки захищеному рейтингові:
- Галина Воскобоєва

Нижче наведено гравчинь, які пробились в основну сітку через стадію кваліфікації:
- Яна Фетт
- Елізе Мартенс
- Одзакі Ріса
- Тельяна Перейра

Як щасливі лузери в основну сітку потрапили такі гравчині:
- Сінді Бюргер
- Вероніка Сепеде Ройг
- Ніколь Гіббс
- Менді Мінелла
- Курумі Нара
- Сільвія Солер Еспіноза
- Сачія Вікері

### Відмовились від участі
До початку турніру
- Алізе Корне (травма спини) → її замінила  Сінді Бюргер
- Сара Еррані (травма лівого стегна) → її замінила  Курумі Нара
- Юлія Гергес (зміна графіку) → її замінила  Вероніка Сепеде Ройг
- Ана Конюх (травма пальця лівої ноги) → її замінила  Менді Мінелла
- Наомі Осака (травма лівого зап'ястка) → її замінила  Ніколь Гіббс
- Алісон Ріск (зміна графіку) → її замінила  Сільвія Солер Еспіноза
- Катержина Сінякова (зміна графіку) → її замінила  Сачія Вікері

Під час турніру
- Леся Цуренко

### Знялись
- Сачія Вікері

## Учасниці основної сітки в парному розряді

### Сіяні гравчині
| Країна     | Гравчиня           | Країна | Гравчиня       | Рейтинг1 | посіяний |
| ---------- | ------------------ | ------ | -------------- | -------- | -------- |
| Румунія    | Моніка Нікулеску   | США    | Абігейл Спірс  | 40       | 1        |
| Нідерланди | Кікі Бертенс       | Швеція | Юганна Ларссон | 63       | 2        |
| Канада     | Габріела Дабровскі | КНР    | Ян Чжаосюань   | 99       | 3        |
| Аргентина  | Марія Ірігоєн      | КНР    | Лян Чень       | 114      | 4        |

- 1 Рейтинг станом на 2 січня 2017 року.

### Інші учасниці
Нижче наведено пари, які отримали вайлдкард на участь в основній сітці:
- Ешлі Барті /  Кейсі Деллаква
- Полін Пармантьє /  Франческа Ск'явоне

Нижче наведено пари, які отримали місце в основній сітці як заміни:
- Елісон Бай /  Лізетт Кабрера
- Джессіка Мур /  Варатчая Вонгтінчай

### Знялись з турніру
До початку турніру
- Ешлі Барті
- Курумі Нара

Під час турніру
- Сара Еррані
- Людмила Кіченок
- Абігейл Спірс

## Переможниці та фіналістки

### Одиночний розряд
- Елізе Мартенс —  Моніка Нікулеску, 6–3, 6–1

### Парний розряд
- Ралука Олару /  Ольга Савчук —  Габріела Дабровскі /  Ян Чжаосюань, 0–6, 6–4, [10–5]